# 都田站

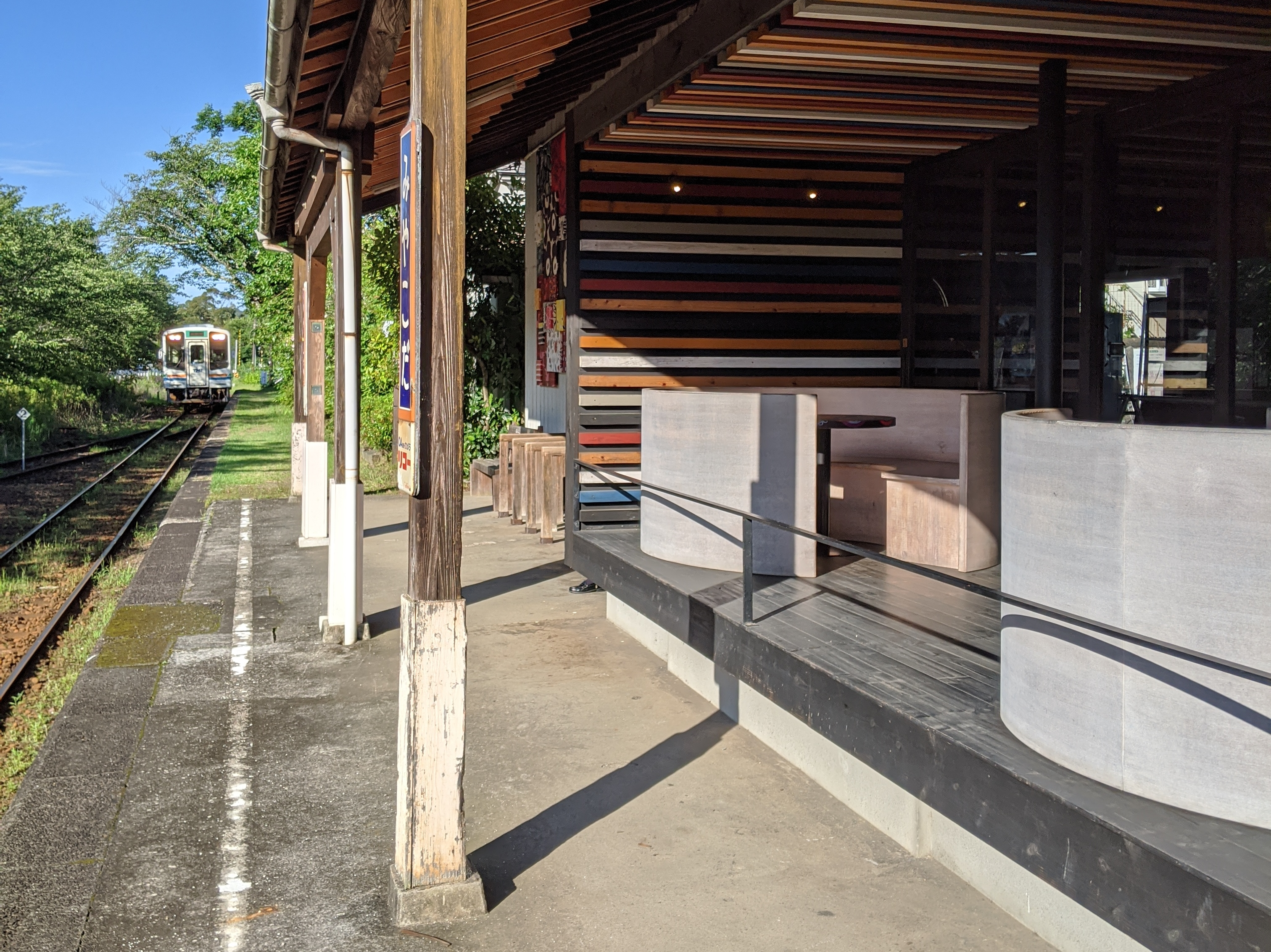
月台（2020年7月）

都田站（日语：／ Miyakoda eki */?）是位於靜岡縣濱松市濱名區都田町，屬於天龍濱名湖鐵道的天龍濱名湖線車站。

## 歷史
- 1940年（昭和15年）6月1日 - 國鐵二俁線遠江森站至金指站之間開通，此站啟用。
- 1970年（昭和45年）6月1日 - 終止貨物起卸業務，成為旅客車站。同時成為無人車站。
- 1987年（昭和62年）3月15日 - 二俁線由天龍濱名湖鐵道接管，成為天龍濱名湖鐵道車站。

## 車站構造
此站是地面車站，設有1面1線的單式月台。此站是無人車站，站房內曾設有藥房。近年來由Drophy's翻新成「車站咖啡廳」，並且在2015年被獲得好設計獎。而此站過去設有2面2線的相對式月台。

## 使用狀況
以下為近年1日平均乘車人次
| 乘車人次變化 | 乘車人次變化      |
| 年度         | 一日平均 乘車人次 |
| ------------ | ----------------- |
| 2008         | 34                |
| 2009         | 31                |
| 2010         | 31                |
| 2011         | 34                |
| 2012         | 26                |
| 2013         | 30                |
| 2014         | 30                |
| 2015         | 28                |
| 2016         | 31                |
| 2017         | 35                |
| 2018         | 45                |

## 車站周邊
車站附近設有商店和住宅。
- 國道362號（日语：国道362号）
- JA Topia濱松（日语：JAとぴあ浜松）都田分店
- 都田郵局
- 濱松市立都田小學
- 都田協働中心

## 巴士路線
- 都田站前
  - 遠鐵巴士（日语：遠州鉄道三方原営業所） - 萩丘都田線、都田線　
  - 濱松市自主運行巴士（日语：浜松市自主運行バス）、Nikoniko巴士（由遠鐵的士營運）

## 相鄰車站
天龍濱名湖鐵道
天龍濱名湖線
水果公園－都田－常葉大學前

## 注腳
1. ↑  濱松市統計書

## 外部連結
- 都田站 （页面存档备份，存于）（日語） - 天龍濱名湖鐵道株式會社